# Langley Burrell
Langley Burrell è il villaggio principale della parrocchia civile di Langley Burrell Without che si trova a nord di Chippenham  nella contea del Wiltshire nel Sud Ovest dell'Inghilterra, Regno Unito. 

## Geografia fisica

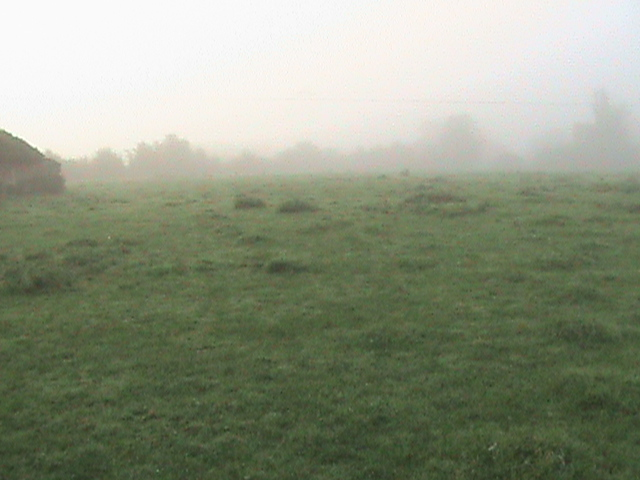
Territorio di Langley Burrell immerso nella nebbia

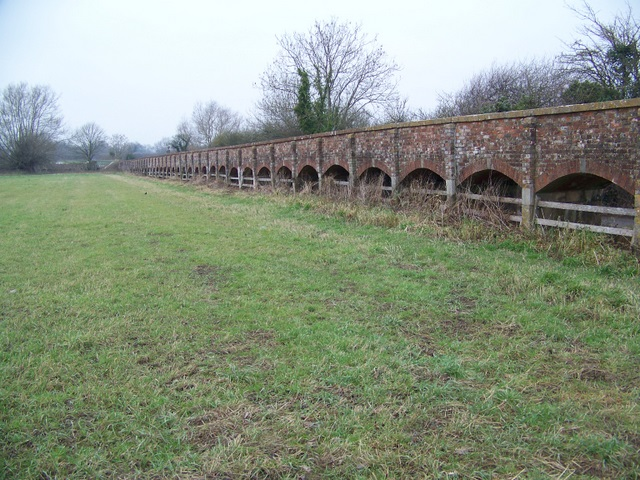
Strada rialzata di Maud Heath a Kellaways

### Territorio
Il territorio di Langley Burrell ha un livello medio sul mare di circa 70 metri, leggermente superiore a quello del resto della parrocchia civile. Si trova a nord-est di Chippenham, è abbastanza pianeggiante e con terra fertile adatta sia all'agricoltura sia all'allevamento. Il villaggio, di costruzione irregolare, è situato sul fiume Avon e vicino alla linea ferroviaria Great Western. La parrocchia è attraversata da una strada rialzata lunga più di 3 miglia, sostenuta da 60 archi, che attraversa il fiume Avon.

## Storia

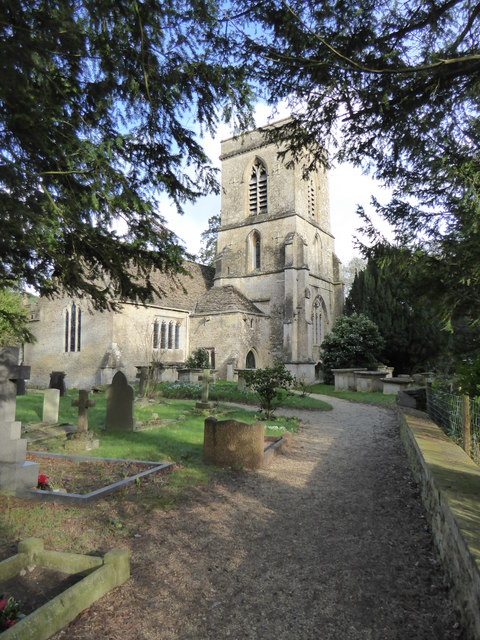
Chiesa di San Pietro a Langley Burrell

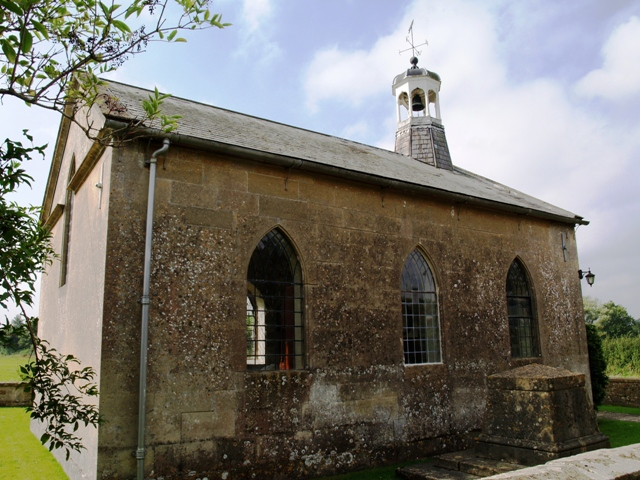
Chiesa di Sant'Egidio nella frazione di Kellaways

Langley Burrell è un insediamento citato dal Domesday Book nel 1086, situato nelle vicinanze di Chippenham e nella contea del Wiltshire. Nel 1086 contava una popolazione registrata di 22 famiglie, il che lo collocava tra gli insediamenti più numerosi registrati al tempo del Domesday.
Il nome Langley significa lunga radura o bosco mentre il nome Burrell viene associato alla famiglia Borel che vi possedeva la sua tenuta. Sul sito vi sono evidenze di presenze che risalgono al Paleolitico dimostrate dai ritrovamenti di utensili in selce risalenti a quel periodo. A Kellaways Farm e a Peckingell sono stati rinvenuti assemblaggi di selci mesolitiche, mentre a Kellaways Farm sono state rinvenute anche selci neolitiche. A nord-est di Kellaways Farm, nel locale cimitero, è stata rinvenuta una spilla.

## Monumenti e luoghi d'interesse
- Chiesa di San Pietro (in inglese St Peter's church). Si tratta di una chiesa parrocchiale anglicana che risale al XII secolo. La chiesa appartiene alla diocesi di Bristol e l'English Heritage l'ha inserita dal 20 dicembre 1960 tra gli edifici storici come monumento classificato di prima categoria col numero 1199423.[6][7][8][9]
- Chiesa di Sant'Egidio nella frazione di Kellaways. La chiesa risale al XIX secolo, appartiene alla diocesi di Bristol e l'English Heritage l'ha inserita dal 20 dicembre 1960 tra gli edifici storici come monumento classificato di seconda categoria col numero 1022353.[10][11][12]
- Strada rialzata di Maud Heath.

## Geografia antropica

### Urbanistica
Il villaggio di Langley Burrell comprende le frazioni di Peckingell e Kellaways.